# European Journal of Social Psychology
Das European Journal of Social Psychology (abgekürzt EJSP) ist eine europäische Wissenschaftliche Zeitschrift (mit Peer-Review-Verfahren), die sich mit der Forschung in der Sozialpsychologie befasst. Laut den Journal Citation Reports liegt der 5-Jahres-Impact Factor der Zeitschrift bei 2,22, womit sie derzeit auf Platz 21 der insgesamt sechzig wertungsrelevanten Plätze im Bereich Sozialpsychologie rangiert.